# 燕赵都市报
燕赵都市报是隶属于河北日报报业集团的一家都市类报纸，它创刊于1996年，到现在已经有了将近100万的日发行量。
燕赵都市报在河北省各市发行，其中在省会石家庄和唐山市各有一个地方版，分别是《都市时讯》和《冀东版》。
自创刊以来，该报纸以其独有的批评监督报道而闻名。